# Josep Pizà i Vidal
Josep Pizà i Vidal (Palma de Mallorca, 1976) es un escritor y poeta español. En 2001 quedó finalista del V Premio de Narrativa Tinet, en los Premios Literarios Ciutat de Tarragona, con el relato Gleves de sang que queien, que apareció en el libro colectivo El flegmó. Su primer poemario, El cobejat equilibri d’un flamenc, fue finalista en los Premios Miquel Àngel Riera 2005, y el segundo, L’esguard del coiot que lladrava al mar ciànic, fue galardonado con los Premios Vall de Sóller 2008. Dentro del campo de la pedagogía y de la educación hace falta mencionar también que es el autor de los actuales libros de texto (Llengua I y Llengua II) del primer ciclo de primaria de lengua catalana para las Islas Baleares de la editorial Anaya. Desde hace unos años es colaborador de la revista poética y cultural S’Esclop, y de la Premsa Forana de Mallorca, sobre todo en la revista N’Alí, de Andrach, y en el periódico Punt Informatiu, de Pollensa. Desde septiembre de 2007, forma parte del grupo de colaboradores habituales del periódico Última Hora. Es el delegado por las Islas Baleares de la Associació Poesia en Acció (con sede en Barcelona) y participa activamente del movimiento poético en catalán. Actualmente ejerce de maestro en una escuela de Palma de Mallorca. 

## Obra poética
·2006: El cobejat equilibri d’un flamenc. (Fundació Sa Nostra)

·2009: L'esguard del coiot que lladrava al mar ciànic. (Edicions Can Sifre)

## Otras publicaciones
·2008: Una orcoltiquídia per a na Marta, relato infantil incluido en una antología colectiva.

## Premios
·2001: Finalista del V Premio de Narrativa Tinet, en los Premis Literaris Ciutat de Tarragona, con Gleves de sang que queien.

·2001: Finalista de los Premios de Narrativa Infantil y Juvenil Empar de Lanuza con El somni més bell.

·2005: Finalista en los Premios Miquel Àngel Riera 2005 con El cobejat equilibri d’un flamenc.

·2008: Premio Vall de Sóller 2008 de poesía con L’esguard del coiot que lladrava al mar ciànic.

·2010: Premio Castellitx 2010 (Algaida) de narrativa corta con I la por?.

## Enlaces
· Noticia de la presentación del poemario L'esguard del coiot que lladrava al mar ciànic en el periódico Última Hora. 
- Datos: Q5936910